# Weingut Graf von Kanitz

Das Wappen derer von Kanitz

Das Weingut Graf von Kanitz ist ein Weingut im Rheingau und gehört seit 1926 dem Verband Deutscher Prädikatsweingüter (VDP) an.

## Geschichte
Im Jahr 1924 wurde der Betrieb aus dem Familienbesitz des Freiherrn Heinrich Friedrich Karl vom und zum Stein an Albrecht Graf von Kanitz weitervererbt und befindet sich seither im Besitz der Familie von Kanitz. Seit 1992 ist das Weingut Mitglied bei Ecovin, bereits seit 1968 wurden die Maßgaben des ANOG, dem Anbauverband des ökologischen Landbaus, umgesetzt.
Das Weingut betrieb bis in die 1990er Jahre im Erdgeschoss des Hilchenhauses, ehemaliges Wohnhaus des Rheingauer Geschlechtes der Hilchen von Lorch, einen Gutsausschank. Ein weiterer Ausschank befindet sich im Schloss Cappenberg in Selm, das ebenfalls zum Familienerbe gehört. Dort wurden im Sommer 2017 auf dem Weinberg 1000 Rebstöcke angepflanzt; man hofft, in drei Jahren im wohl nördlichsten Weinberg von NRW den ersten Wein ernten zu können. Bis zum ausgehenden Mittelalter bauten die Mönche des Klosters Cappenberg dort bereits Wein an.
Das Weingut bewirtschaftet eine Anbaufläche von 13,5 Hektar nach den Vorgaben des Ecovin (Bundesverband ökologisch arbeitender Weingüter in Deutschland). Die Weinberge liegen um den Ort Lorch (Rheingau) im äußersten Westen des Weinbaugebiets Rheingau.

## Lagen

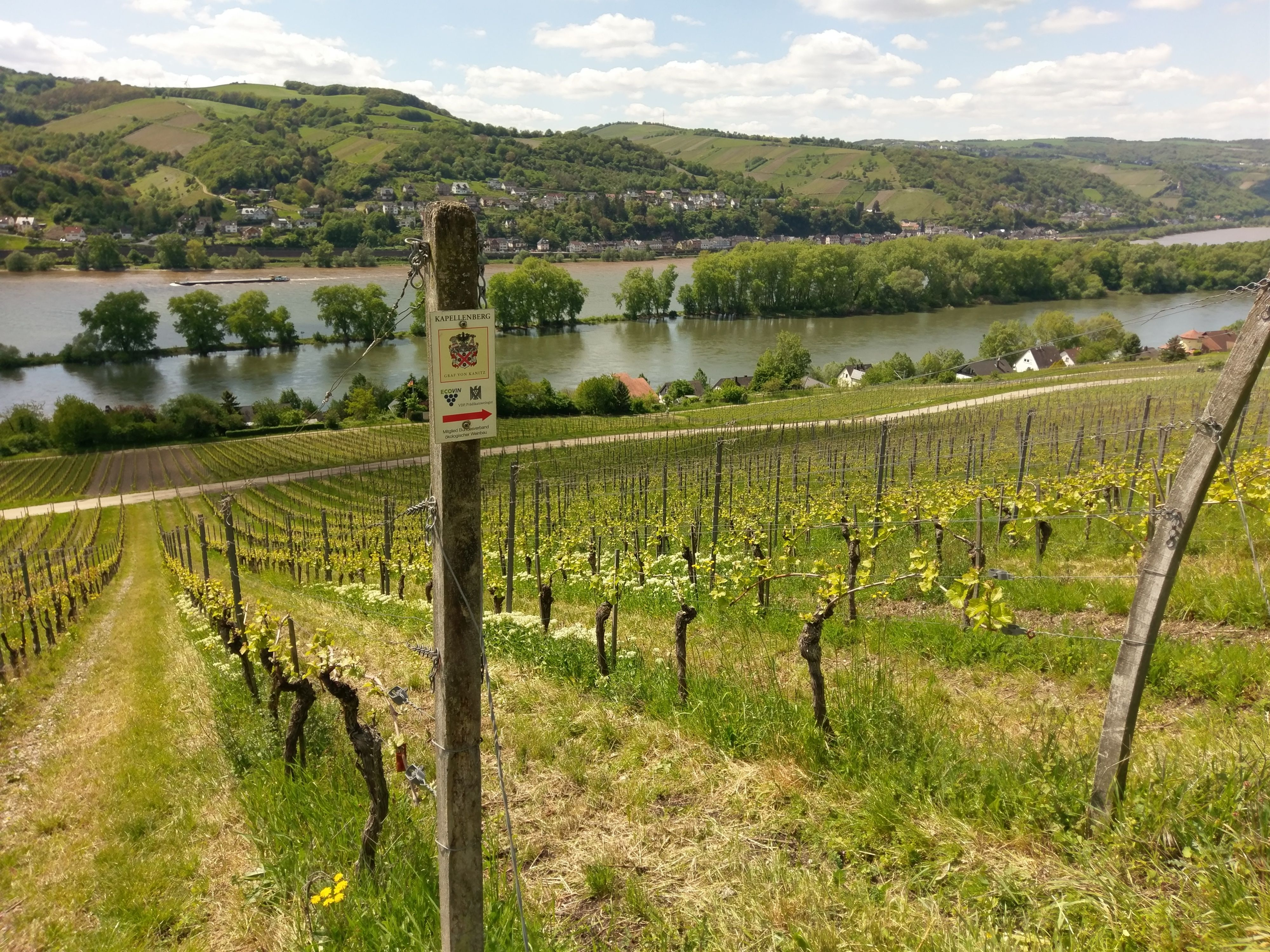
Lorcher Kapellenberg

Die Weinbergslagen, die bereits im 13. Jahrhundert urkundlich erwähnt wurden, sind Bodental-Steinberg, Kapellenberg, Krone, Pfaffenwies und Schlossberg. Ihre dominierende Bodenart ist Verwitterungsschiefergestein, an einigen Standorten auch Quarzitboden. Die Neigung der Steillagen in Richtung Süden und Südwesten bietet eine optimale Sonneneinstrahlung.

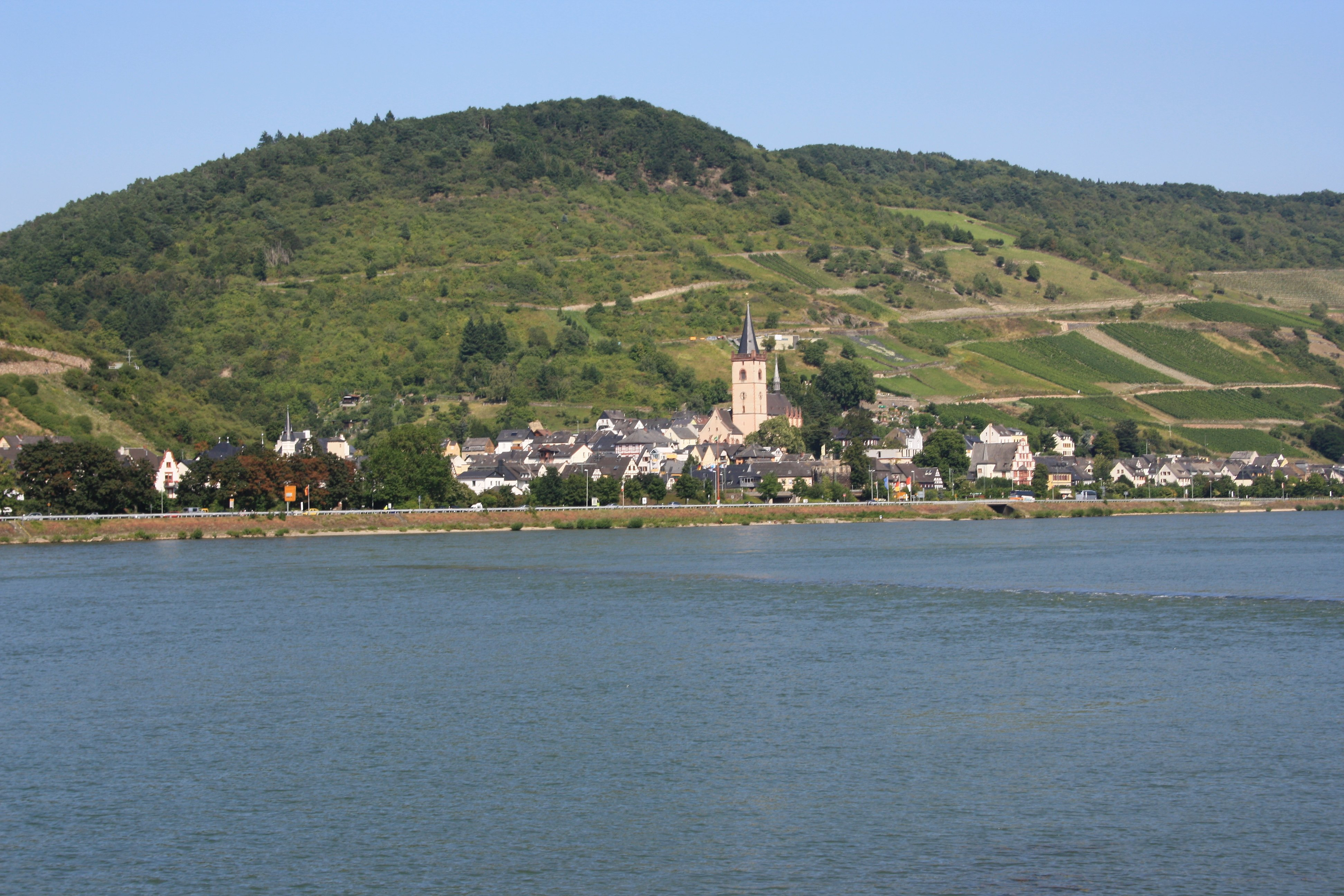
Blick auf die Lorcher Steillagen

Die Weine werden sowohl trocken als auch halbtrocken und fruchtig ausgebaut, die Spitze bilden erste Lagen-Weine und edelsüße Spezialitäten. Die Leitrebsorte ist dabei der Riesling, neben dem auch die Burgunderfamilie und als besondere Spezialität der im Rheingau rare Gewürztraminer angebaut werden.